# Biurków (przystanek kolejowy)
Biurków – nieczynny przystanek osobowy kolei wąskotorowej (Świętokrzyska Kolej Dojazdowa) w Biórkowie Wielkim, w województwie małopolskim, w Polsce.